# Wszystko z dymem
Wszystko z dymem – trzeci album solowy polskiego rapera Włodiego. Wydawnictwo ukazało się 19 września 2014 roku nakładem wytwórni muzycznej Step Records. Płytę poprzedziły single "1996" oraz "Proces spalania", wydane odpowiednio 16 czerwca i 28 lipca 2014 roku. Wśród gości na płycie znaleźli się m.in. Gruby Mielzky, W.E.N.A. oraz Małpa. Natomiast oprawę graficzną płyty wykonał Grzegorz "Forin" Piwnicki.
Materiał był promowany teledyskami do utworów "1996", "Proces spalania", "T&T", "W słońcu" oraz "Guzik".
Płyta dotarła do 1. miejsca polskiej listy przebojów (OLiS) i uzyskała certyfikat złotej.

## Lista utworów
Źródło.
1. "T&T" (produkcja: Evidence, scratche: DJ. B)
2. "1996" (gościnnie: Molesta, produkcja: The Returners, scratche: DJ. B)
3. "Pod numerem trzecim" (produkcja, scratche: DJ. B)
4. "Chmur drapacze" (gościnnie: Gruby Mielzky, W.E.N.A., produkcja: The Returners, scratche: DJ Chwiał)
5. "W słońcu" (produkcja, scratche: DJ. B)
6. "Guzik" (gościnnie: Małpa, produkcja: Stona)
7. "Zapałki" (produkcja: DJ. B)
8. "Proces spalania" (gościnnie: Danny, produkcja: DJ B, W70D!, scratche: DJ. B)
9. "W drodze po towar" (produkcja: DJ. B)
10. "Detektor dymu" (produkcja, scratche: DJ. B)